# Младен Мирић
Младен Д. Мирић, (Крбавица, Бановина Хрватска, 1942) агроном је, привредник, научник, културни и друштвени посленик, који је радио у производњи и истраживању семена и семенарства, затим био високи службеник у државној управи и научни сарадник Института за кукуруз Земун Поље у Београду. Истовремено је био веома приљежан културни и друштвени делатник, систематски се бавећи најпре и највише агрикултуром, а затим све више српском баштином, тј. културом сећања на свој народ и животно занимање.